# Села при Добови
Села при Добови (словен. Sela pri Dobovi) је насељено место у општини Брежице, Посавска регија, Словенија.

## Историја
До територијалне реорганизације у Словенији била је у саставу старе општине Брежице.

## Становништво
У попису становништва из 2011. године, Села при Добови су имала 575 становника.
| Број становника према пописима | Број становника према пописима | Број становника према пописима |
| ------------------------------ | ------------------------------ | ------------------------------ |
| 1991                           | 2002                           | 2011                           |
| 557                            | 527                            | 575                            |

Напомена: До 1953. исказивано под именом Села.